# Adiba
Adiba (arab. ‏أديبة‎) – arabskie imię żeńskie. Jego znaczenie to „kulturalna, wyrafinowana”. Żeńska wersja imienia Adib. W języku arabskim słowo adiba oznacza również pisarkę. 
Według Księgi Jubileuszów imię to nosiła żona Symeona.